# NK Čarda
A Nogometni klub Čarda Martjanci, vagy egyszerűen NK Čarda vagy Čarda szlovén labdarúgóklub Mártonhelyen. A csapatot 1972-ben alapították.

## Története
A 2022–23-as szezon előtt felkészülési mérkőzést játszott a Ferencvárosi TC csapatával, ahol 8–0-s vereséget szenvedett.

## Sikerei, díjai
- Szlovén harmadosztály
  - Győztes: 2002–03
- Szlovén negyedosztály
  - Győztes: 2007–08